# 中森玲子
中森 玲子（なかもり れいこ、1978年5月25日 - ）は、日本の元AV女優。長崎出身。
趣味:ぶらぶらすること。ベッドリネン　ハンカチ　クッションカバーなどの布類の収集。

## 略歴
- 2008年に『気持ちいいパイズリと感じやすい肉体 中森玲子』でシネマユニット・ガスよりAVデビュー。熟女系巨乳AV女優である。単体系AV女優として扱われることが多いが、AVからVシネマまで出演している。
- 2013年8月1日、公式ブログにて引退を発表。9月1日発売作品が最終出演となる。

## 受賞歴
AVGP2009　AVグランプリ　熟女作品部門 最優秀賞
　
『近親相姦母子スワップ　僕の母親を抱かせてやるから、君の母さんをヤらせてくれ』

## 作品

### アダルトビデオ
2008年
- 『でかっ!勢いのあるパイズリ発射』（3月22日、レイディックス）
- 『気持ちいいパイズリと感じやすい肉体』（5月30日、シネマユニット・ガス）
- 『MEGAグラマラス100cmHカップ』（6月5日、ステージメディア）
- 『真・奥さん乳揉みですよ!!』（6月5日、タカラ映像）
- 『未亡人 柔肌の悶え 19』（6月27日、クリスタル映像）他出演:ささきふう香、佐藤美紀、月島アスカ、上原彩花、RIRIKA
- 『義姉さん、昼間からよばいです 22』（6月27日、クリスタル映像）オムニバス作品
- 『奥さんアナタ…コンド～ムを万引きしましたね?』（7月3日、タカラ映像）
- 『ナマ撮り中出し爆乳デート 02』（7月18日、メディアバンク）
- 『私のいやらしい記憶 男好き女の快楽人生 』（8月13日、FAプロ・プラチナ）他出演:竹田千恵
- 『くねるムチムチお姉さんと密室デート16 玲子』（8月13日、AVS）
- 『エロ下着姿でダイエット中の巨乳義母に中出ししちゃいました!』（8月18日、Nadeshiko（なでしこ））
- 『巨乳・爆乳 乳舐め吸い VOL.3』（9月5日、映天）他出演:安奈久美、黒川梨花、吉沢千里、宮崎あい、波風きら、飯浜紀香、川峰さくら、仲村ろみひ、えみり、恩田かほ
- 『巨乳・爆乳 授乳手コキ VOL.2』（9月5日、映天）他出演:友野みゆき、宮崎あい、月門ゆか、西木美羽、波風きら、辻さき、里原あみ、仲村ろみひ、小澤新音
- 『人妻が熟れて我慢できない午後3時 23』（9月12日、クリスタル映像）他出演:村上涼子、田代千佳、小向涼子、広畑加代子
- 『スケ透けえろ女』（9月13日、AVS）
- 『ママの巨乳で癒されたい』（9月18日、タカラ映像）
- 『隣の奥さんがこともあろうにボクのチ○ポをしごいてくれる!?』（9月25日、サイドビー）…オムニバス作品
- 『昭和の夏の禁断の性 出戻り妹の飢えた割れ目/貧乏人の好色母娘/情事に狂う女先生』（9月25日、FAプロ）他出演:坂本愛海、大沢萌、夏海エリカ
- 『巨乳人妻援●交際中出し 中林礼子 30歳』（10月2日、グローリークエスト）
- 『私は痴女 人妻編 奥さん!ナイスな腰づかい』（10月10日、クリスタル映像）オムニバス作品
- 『まさかこんな所で!! 第1回変態露出全国大会』（10月15日、トップワン）共演:門田まつり、若槻朱音、永瀬あき、藤本ちさと、東野愛鈴、幸、葦沢鳴海、小鳥遊恋、桃咲たえ、星川麻美、ひなのりく、水野さやか、綾波瀬奈、林なお
- 『三十路不倫旅』（10月20日、ネクストイレブン）…オムニバス作品
- 『義母姦淫奴隷 裏切りの恥辱遊戯』（10月25日、マドンナ）
- 『DEKAPAI ism. 仰天爆乳4時間』（11月5日、ステージメディア）オムニバス作品
- 『爆乳女医の訪問診療』（11月7日、映天）
- 『巨乳・爆乳 全身マッサージ VOL.2』（11月7日、映天）他出演:青葉優希、京本ゆい、佐野るる、山咲奈々美、桜沢いすず、はるか悠、西本はるみ、妃乃ひかり
- 『痴女温泉旅館』（11月15日、トップワン）共演:秋川真理、遥ゆりあ、水野さやか、白井ぷりん、美咲礼、林なお、芳本真理、福沢あや、姫咲リナ、山口紗希、ひなのりく、綾波瀬奈、相川まや、倉田奈美
- 『BOING.100 Hcup 中森玲子 013』（11月15日、ドリームチケット）
- 『近親相姦 爆乳ママと美尻母の息子交換 「お互いのムスコを交換しない?」』（11月20日、グローリークエスト）共演:小林里穂
- 『女囚おっぱいビンタ 淫舞巨乳W悦楽』（11月25日、FAプロ・プラチナ）他出演:望月加奈
- 『息子のためなら、どんなことでも受け入れる教育熱心お母さん』（12月1日、お母さん.com）
- 『爆乳魂』（12月5日、クリスタル映像）
- 『極!!巨乳女 4時間 3』（12月5日、クリスタル映像）オムニバス作品
- 『教祖様の秘密の儀式 悪霊払いの48手体位／教祖の精液を呑む女性信者／教祖様の御神体を突き刺してオルガスムス』（12月10日、FAプロ）他出演:伊藤あずさ、根本あき子
- 『世にも卑猥な淫乱秘戯 抱きたい女 抱かれたい女』（12月10日、FAプロ）他出演:大越はるか、東条美奈、秋川りお、愛乃彩音
- 『禁断介護22 ～絶倫義父の虜になった爆乳嫁～』（12月18日、グローリークエスト）
- 『僕の母をレイプしてください。 義母をレイプしてくれる人を募集します。』（12月19日、ドグマ）
- 『近所の痴女おばさんにパイズリされた野球少年』（12月25日、マドンナ、Madonna JUKD-995）

2009年
- 『隣の奥さんはフェラチオ上手で精飲好きな美人妻』（1月1日、ワンズファクトリー）
- 『接吻や乳首を舐められながら手コキされた僕。 4』（1月1日、ワンズファクトリー）他出演:紅音ほたる、風間ゆみ、艶堂しほり、かのん、吉川莉奈、羽田未来、七咲楓花、モカ、夏川リアナ
- 『義母（ママ）がすけべで身がもたない 25』（1月9日、東京音光）他出演:小野瀬香恋
- 『絶対にハサまれたい巨乳が、そこにはある』（1月15日、ワープエンタテインメント）…他出演:小坂めぐる、橘れもん、大塚咲、妃乃ひかり、北島玲、澄川ロア、堀口奈津美、羽田未来
- 『人妻温泉 癒し系 24』（1月16日、クリスタル映像）他出演:橘美沙、星野由香、生田沙織、高野美香
- 『奥さん欲求不満かい!?だったら中出し姦（や）らせて!!』（1月20日、ステージメディア）…他出演:有森理美、工藤亜弥、杉山りの、一条梨乃、桂木聡美
- 『背徳熟母』（1月23日、KUKI）
- 『エロい美熟女の巨尻誘惑』（1月25日、マドンナ）
- 『マドンナファンの集い 美熟女と行く混浴温泉バスツアー 4 祝・マドンナ5周年 ～豪華美熟女たちの恩返しSPECIAL～』（1月25日、マドンナ）共演:翔田千里、友田真希、北原夏美、倖田李梨、岸川ひろみ、小池絵美子、青井マリ、松浦ユキ、小林芽衣、大林理恵、高坂保奈美、根元純、宮田まり
- 『BigBoobsButt』（2月1日　実録出版ENJOY）
- 『BBB ビッグ・ブーブス・バット』（2月2日　実録出版）
- 『売春人妻撲滅団』（2月？　制作：MAD 　DMM公開は2月20日）
- 『巨乳・爆乳 パイズリVOL.2』（2月6日、映天）他出演:高田愛子、尾崎ゆうこ、西本はるみ、小澤新音、小林芽衣、浅田もえ、篠田まい、白瀬まなみ、三浦まい
- 『犯された義姉』（2月25日、マドンナ）
- 『非日常的悶絶遊戯 巨乳ボディコンキャバクラ嬢、玲子とさくらの場合』（3月1日、AVS）共演:川峰さくら
- 『ダマせ!巨乳奥様の黒人解禁…そして童貞、さらに潮!』（3月5日、サディスティックヴィレッジ）
- 『開かない、便所』（3月19日、タカラ映像）
- 『尻コキ射精天国 熟女編』（3月21日、実録出版）他出演:堀口奈津美、大沢芽衣、桐島冴子、川瀬さやか、流川純、翔田千里、望月加奈
- 『悶絶美熟女の卑猥な日常 爆乳でムッチムチなマンション管理人、玲子の場合』（3月25日、マドンナ）
- 『もう一つの混浴温泉バスツアー 4』（3月25日、マドンナ）共演:翔田千里、友田真希、北原夏美、倖田李梨、岸川ひろみ、小池絵美子、青井マリ、松浦ユキ、小林芽衣、大林理恵、高坂保奈美、根元純、宮田まり
- 『バツイチ子持ち妻』（3月25日、ながえスタイル）他出演:川上ゆう、柊早矢
- 『スケベ会社の爆乳変態女社長 2』（3月30日、WEEKENDER）
- 『お母さんのすべて』（4月1日、ABC/妄想族）
- 『巨乳乳揉みSP 乳フェチ向け 乳揉みしまくり120分』（4月1日、ABC/妄想族）他出演:浜崎りお、小林芽衣、渡部准、三浦まい、恩田夏穂、黒川梨花、尾崎ゆうこ、月門ゆか、瀬咲るな
- 『中出し人妻暴行 さっさと諦めて中に出させな!!』（4月10日、ビッグモーカル）他出演:北島玲、中村綾乃、川上ゆう
- 『美熟女ナース』（4月13日、溜池ゴロー）
- 『東京FUNKYギャル 17』（4月24日、ピエロ）
- 『Shake Body Ver.9』（5月1日、AVS）
- 『キモ男に犯される教育ママゴン』（5月13日、マルクス兄弟）
- 『近親相姦 お母さんの美尻』（6月1日、ワンズファクトリー）
- 『巨乳どれい 4』（6月1日、中嶋興業）
- 『本当にあった怖い話 熟女霊 ～最後の一滴まで搾り取ってあげる』（6月19日、アカデミック）
- 『巨乳診断書 2』（7月2日、グローリークエスト）
- 『しつけてください 若妻・奴隷志願 玲子31歳』（8月5日、ドリームチケット）
- 『たっぷりデカ尻 ぐりぐり顔面騎乗』（8月14日、バンプフレイヤ）
- 『夫の部下と』（8月20日、アイエナジー）
- 『犯された社長夫人』（8月21日、Nadeshiko）
- 『極乳マゾ愛奴』（8月24日、アヴァ）
- 『誘惑ミセス 84』（9月26日、U&K）
- 『ボイン大好きしょう太くんのＨなイタズラ ～中森玲子の化粧品訪問販売員編～』（10月1日、グローリークエスト）
- 『BBB Big Boobs Butt 13 中森玲子 2nd』（10月5日、実録出版）
- 『こだわりの手コキ 人妻編 5』（10月15日、隼エージェンシー）他多数出演
- 『若妻の豊満な肉体に食い込む競泳水着は唾液、ローション、マン汁まみれ!!』（10月19日、エマニエル）
- 『Glam Mode Reiko Nakamori』（10月20日、デジタルアーク）
- 『極上女痴漢師』（10月22日、ナチュラルハイ）共演:風間ゆみ、川上ゆう、翔田千里
- 『レズビアンイズム VOL.04』（11月6日、U&K）共演:山口玲子
- 『飼育の虜」 変態マゾ男とペニバン女 【第八章】』（11月13日、U&K）
- 『フェラコレ 熟女編 9』（11月15日、隼エージェンシー）他多数出演
- 『ソルトシャワー 熟若女のおしっこみせて!』（11月19日、妄想族）他出演:稲森ケイト、芹沢舞、星優乃、あすかみみ
- 『フェラコレ 特別編 2 増量4時間ぜーんぶWフェラ』（12月15日、隼エージェンシー）他多数出演
- 『ネチョレズ! VOL.4』（12月18日、U&K）共演:山口玲子 他出演:佐伯奈々、桜井エミリ、あすかみみ、村瀬優花
- 『友達の爆乳義母』（12月18日、Nadeshiko）

2010年
- 『訪問エステ伝統のSEX修行』（1月7日、東京音光）共演:真咲南朋、倖田李梨
- 『中森玲子 32歳』（1月19日、VENUS）
- 『ヤバエロCHIJYO』（1月21日、グローリークエスト）他出演:村上涼子、高坂保奈美、高島恭子、愛あいり、森ななこ、桐原あずさ
- 『潮吹き天然妻・玲子 友達の嫁さんに突然しゃぶられた!!』（3月1日、VENUS）
- 『（裏）手コキクリニック 〜完全版〜 性交クリニック 中出し看護スペシャル 2』（3月4日、SODクリエイト）…共演:あずみ、桜庭彩、森乃しずく、天音ゆり
- 『あ～やらしい!6 爆乳口淫女の口内汁射精』（3月5日、映天）
- 『即尺精飲公衆便女3』（3月19日、映天）共演:星優乃、藤宮櫻花（眞雪ゆん）、平山みな、三浦加奈（篠原リョウ）
- 『ムッチリ爆乳ハミ出し水着 』（3月25日、マドンナ）
- 『マドンナファンの集い 美熟女と行く混浴温泉バスツアー 5 』（3月25日、マドンナ）共演:北条麻妃、浅倉彩音、川上ゆう、仙崎春香、根元純、細川まり、城エレン、矢沢美奈、河合律子、真田友里、北条美里、金森美奈、藤原絵理香
- 『私はこの尻で、会社を辞めました。』（4月1日、タカラ映像）
- 『訪問エステに溺れる母娘』（4月9日、東京音光）共演:小野里美、牧瀬まな
- 『巨乳妻 挟射介護』（4月20日、スターパラダイス）
- 『あのスケベな巨乳お姉さんは、アイツの会社の秘書らしい。21』（4月24日、ウィークエンダー）
- 『もう一つの混浴温泉バスツアー 5』（4月25日、マドンナ）共演:北条麻妃、浅倉彩音、川上ゆう、仙崎春香、根元純、細川まり、城エレン、矢沢美奈、河合律子、真田友里、北条美里、金森美奈、藤原絵理香
- 『人妻恥悦旅行』（6月1日、グローリークエスト）
- 『訪問エステに溺れる八○子妻たち』（6月11日、東京音光）共演:宮本れい、川本礼子
- 『エスカレートしすぎる熟女5人、あなたの自宅に突撃訪問。2』（6月11日、プレステージ）共演:北条麻妃、浅倉彩音、川上ゆう、風間ゆみ
- 『弄ばれた家政婦の乳』（6月13日、溜池ゴロー）
- 『突発性べろれろ口淫症候群の女』（7月1日、タカラ映像）
- 『尻EVOLUTION 3.0』（7月19日、妄想族）
- 『方言ドラマ 近親上京物語 九州編』（7月23日、Nadeshiko）
- 『ジョギング・ミセス』（8月7日、マドンナ）
- 『後家と隣人 5』（9月17日、大洋図書）
- 『完全撮り下ろし 極太!ディルドオナニー 悶絶!美熟女8名出演』（9月20日、スターパラダイス）他出演:川上ゆう、七瀬ゆい、愛あいり、結城みさ、若菜あゆみ、名取美和子、早川友香
- コスッて熟女神 4 中森玲子　(11月7日、ミル)
- 『完熟 ～熟れたむっっちりボディの艶エロス』（11月13日、E-BODY）
- 『夜這い ひっそりと静まりかえった家屋に丑三つ時に忍びよる男が一人寝ている人妻の女体をなぶる』（12月13日、ソルト・ペッパー）他出演:櫻井ゆうこ、滝川けいこ、内田美奈子

2011年
- 『マドンナファンの集い 美熟女と行く混浴温泉バスツアー 6 』（3月25日、マドンナ）
- 『もう一つの混浴温泉バスツアー 6　～「熟バス」未公開の爆乳＆巨尻美熟女・村上涼子＆加山なつこの最強3P他、艶堂しほり、結城みさの単独ファックを大収録！！～』（4月25日、マドンナ）
- 母が白衣を脱ぐとき（5月13日、MOODYZ）共演:鈴香音色
- 黒人巨大マラ軍団 VS 中森玲子＆小出遥（11月10日、グローバルメディアエンタテインメント）共演:小出遥

2012年
- 本能剥き出し生中出しセックス （1月25日、ダスッ!）
- 母が白衣を脱ぐとき2（3月1日、MOODYZ）共演:前田優希
- 婦女暴行魔たちの宴 ～淫辱の餌食にされた嫁と姑！終わり無き膣内射精輪姦レイプ！！～（4月1日、エマニエル）共演:南ももこ

2013年
- 美熟痴女たちの性なる宴 〜貴方の男体を気持ちよ〜く貪り尽くしてア・ゲ・ル、そして私の膣内にイッパイ射精・し・て…（1月1日、熟女塾/エマニエル）共演:桐岡さつき、東條美由紀
- 母が白衣を脱ぐとき3（1月1日、MOODYZ）共演:澤村レイコ、前田優希
- 奥さん!!お尻が熟れすぎですよ!（1月20日、NEXT GROUP）共演:マサコ・デラックス、北村早苗、浅倉彩音、加山なつこ
- 丸ごと！中森玲子 SPECIAL16時間　～マドンナ出演作19タイトル完全網羅～（10月25日、マドンナ）

### オリジナルビデオ
- 義姉が水着に着替えたら（2011年11月25日、スパイスビジュアル）

### 映画
- 痴漢電車 ゆれ濡れる桜貝（2011年12月公開、オーピー映画）

### イメージビデオ
- 無修正（2012年6月23日、プラネット）
- 独占!（2012年7月23日、プラネット）

### 写真集
- 艶ぱら（2013年3月29日、竹書房、撮影：野川イサム）ISBN 978-4812494028